# Martín Fiz
Martín Fiz Martín (Vitoria, 3 de marzo de 1963) es un atleta español, campeón de Europa y del mundo de maratón.

## Carrera deportiva
Los primeros pasos de Martín Fiz en la élite estuvieron dirigidos por un entrenador de prestigio como Gregorio Rojo. Después de pasar varios años disputando pruebas de fondo logró la medalla de oro en 3.000 metros obstáculos en los Campeonatos Iberoamericanos de México (1988) y fue dos veces campeón de España de cross (1990 y 1992). En 1993 se pasó a la prueba de maratón, imponiéndose en el de Helsinki. Fue uno de los pioneros del maratón en España, siguiendo los pasos de su gran amigo Diego García.
Marcó un antes y un después en el maratón español, cosechando una serie de éxitos que popularizaron esta prueba en España y abriendo camino a otros atletas como Abel Antón, Fabián Roncero, Chema Martínez, Julio Rey, etc. Ha ganado, entre otros, los de Helsinki (en 1993 y en el Europeo de 1994), Róterdam (1995), Seúl (1996 y 1997) y el japonés de Otsu (1999). Fiz ha sido además medallista de oro en los Europeos de Helsinki (1994), donde compartió el podio con los españoles Diego García y Alberto Juzdado ganando así la medalla de oro por equipos de la Copa de Europa de Maratón, y volvió a ser nuevamente oro en los Mundiales de Gotemburgo (Suecia, 1995). En los Juegos Olímpicos de Atlanta (1996) fue cuarto, en los Mundiales de Atenas (1997) ganó la medalla de plata y en los Juegos Olímpicos de Sídney (2000) logró el sexto puesto. En el Mundial de Sevilla 1999 logró la octava plaza tras sufrir problemas fisiológicos. 
Desde 2007 comenzó a participar en la empresa StarDreams, integrada por varios destacados deportistas como Antonio Maceda, Julio Salinas, Albert Ferrer, Almudena Cid, Estela Giménez, Gervasio Deferr, Blanca Fernández Ochoa, Amaya Valdemoro, Fernando Romay o Xavi Torres y dedicada principalmente al asesoramiento a directivos y ejecutivos en la mejora del rendimiento laboral.
En diciembre de 2008, Martín Fiz fue uno de los firmantes del manifiesto nacionalista en apoyo a las selecciones deportivas de Euskadi. En la edición de 2010 de la Media Maratón Sevilla-Los Palacios fue designado con el dorsal "0", honor que recibe la persona invitada por la organización para participar en esta carrera. En 2013 protagoniza la película documental Fiz. Puro Maratón dirigida por Rodrigo Moro y con guion de Álex Calabuig, Rodrigo Moro y Fran Araujo.
En noviembre de 2015, consiguió la victoria en el Maratón de Nueva York en la categoría de mayores de 50 años (M50) con un tiempo de 2:34:33. Asimismo, en febrero de 2016 venció en el Maratón de Tokio en la misma categoría con un tiempo de 2:28:29. En abril de 2016 ganó el maratón de Boston en su categoría con un tiempo de 2:30:57, en septiembre de 2016 ganó en su categoría el maratón de Berlín con un tiempo de 2:26:32. En octubre de 2017 ganó el maratón de Chicago, batiendo el récord de la prueba en su categoría, con 2ː28ː09. El domingo 22 de abril de 2018, el atleta vitoriano Martín Fiz, tras sufrir una caída y problemas físicos consigue ganar el maratón de Londres en su categoría (con 2:37:22), consiguiendo superar su reto de convertirse en el primer atleta del mundo en ganar, en la categoría de veteranos/máster, los seis maratones más importantes del mundo conocidos como los 'Six Majors' o World Marathon Majors.
En septiembre de 2018 sufrió un accidente de tráfico mientras entrenaba, al ser atropellado por un coche cuando cruzaba un paso de peatones en su Vitoria natal. Como resultado del atropello, Martín Fiz tuvo que ser hospitalizado con cuatro costillas rotas. Después de este contratiempo, Fiz volvió a entrenar duro, consiguiendo el 13 de enero de 2019, en Valencia, batir el récord mundial de 10 km en ruta para mayores de 55 años, dejándolo en un tiempo de 31:40.

## Honores y galardones
- Medalla de Oro de la Real Orden del Mérito Deportivo, otorgada por el Consejo Superior de Deportes (1996).
- Premio Príncipe de Asturias de los Deportes en 1997 con el equipo español de maratón.
- Campeón de Europa de Maratón (Helsinki´94).
- Campeón del mundo de Maratón (Goteborg´95).
- Subcampeón del mundo de maratón (Atenas´97).
- Cuarto en maratón en los Juegos Olímpicos de Atlanta 1996 y sexto en los Juegos Olímpicos de Sídney 2000.
- Único atleta español que ha sido líder del ranking mundial de maratón (1996) con el año finalizado.
- Es uno de los dos atletas del mundo que ha logrado ser campeón del mundo de maratón y líder mundial del año en maratón. Sólo Robert de Castella y Fiz lo han conseguido.
- Mejor atleta español del año 1995.
- En su ciudad natal (Vitoria), desde 2003 se organiza un maratón que lleva su nombre.
- Distinción Lan Onari, otorgada en 2011 por el Gobierno vasco en reconocimiento a su trayectoria deportiva.
- Desde el verano de 2015, en el pueblo de sus padres Tamames (Salamanca), se organiza una carrera popular en su homenaje.[10]
- Desde 2018 tiene el honor de ser el primer atleta del mundo en ganar, en la categoría de veteranos, los seis maratones más importantes del mundo (Tokio, Boston, Londres, Berlín, Chicago y Nueva York) conocidos como los "Six Majors" o "World Marathon Majors".
- Director técnico de la revista CORREDOR\ desde 2019 a la actualidad. La página web es www.soycorredor.es

## Logros Deportivos
| Representando a España | Representando a España       | Representando a España   | Representando a España | Representando a España | Representando a España |
| ---------------------- | ---------------------------- | ------------------------ | ---------------------- | ---------------------- | ---------------------- |
| 1988                   | Ibero-American Championships | Ciudad de México, México | 1st                    | 3000 m steeplechase    | 9:05.21 A              |
| 1990                   | European Championships       | Split, Yugoslavia        | —                      | 5000 m                 | DNF                    |
| 1992                   | Ibero-American Championships | Seville, Spain           | 3rd                    | 5000 m                 | 13:57.99               |
| 1993                   | Helsinki City Maratón        | Helsinki, Finland        | 1st                    | Maratón                | 2:12:47                |
| 1994                   | Boston Maratón               | Boston, United States    | 10th                   | Maratón                | 2:10:21                |
| 1994                   | European Championships       | Helsinki, Finland        | 1st                    | Maratón                | 2:10:31                |
| 1995                   | Maratón de Róterdam          | Rotterdam, Netherlands   | 1st                    | Maratón                | 2:08:56                |
| 1995                   | World Championships          | Gothenburg, Sweden       | 1st                    | Maratón                | 2:11:31                |
| 1996                   | Seoul International Maratón  | Seoul, Corea del Sur     | 1st                    | Maratón                | 2:08:25                |
| 1996                   | Summer Olympics              | Atlanta, United States   | 4th                    | Maratón                | 2:13:20                |
| 1996                   | New York Maratón             | New York, United States  | 7th                    | Maratón                | 2:12:31                |
| 1997                   | Lake Biwa Maratón            | Otsu, Japan              | 1st                    | Maratón                | 2:08:05                |
| 1997                   | World Championships          | Athens, Greece           | 2nd                    | Maratón                | 2:13:21                |
| 1998                   | Lake Biwa Maratón            | Otsu, Japan              | 2nd                    | Maratón                | 2:09:33                |
| 1999                   | Lake Biwa Maratón            | Otsu, Japan              | 1st                    | Maratón                | 2:08:50                |
| 1999                   | World Championships          | Seville, Spain           | 8th                    | Maratón                | 2:16:17                |
| 1999                   | New York Maratón             | New York, United States  | 9th                    | Maratón                | 2:12:03                |
| 2000                   | Lake Biwa Maratón            | Otsu, Japan              | 1st                    | Maratón                | 2:08:14                |
| 2000                   | Summer Olympics              | Sídney, Australia        | 6th                    | Maratón                | 2:13:24                |
| 2001                   | Madrid Millenium Maratón     | Madrid, Spain            | 11th                   | Maratón                | 2:17:11                |

## Marcas Personales
| Evento            | Tiempo   | Fecha                    | Lugar        |
| ----------------- | -------- | ------------------------ | ------------ |
| 1500 metros       | 3:44.00  | 1 de enero de 1988       |              |
| 3000 metros       | 07:50.17 | 30 de julio de 1990      | Guecho       |
| 3000 m Obstáculos | 08:28.90 | 18 de junio de 1988      | Guecho       |
| 5000 metros       | 13:20.01 | 17 de julio de 1991      | Roma         |
| 10,000 metros     | 27:49.61 | 1 de julio de 1998       | Baracaldo    |
| Media Maratón     | 1:01:08  | 29 de septiembre de 1996 | Grevenmacher |
| Maratón           | 2:08:05  | 2 de marzo de 1997       | Otsu         |